# 真岡市久保講堂

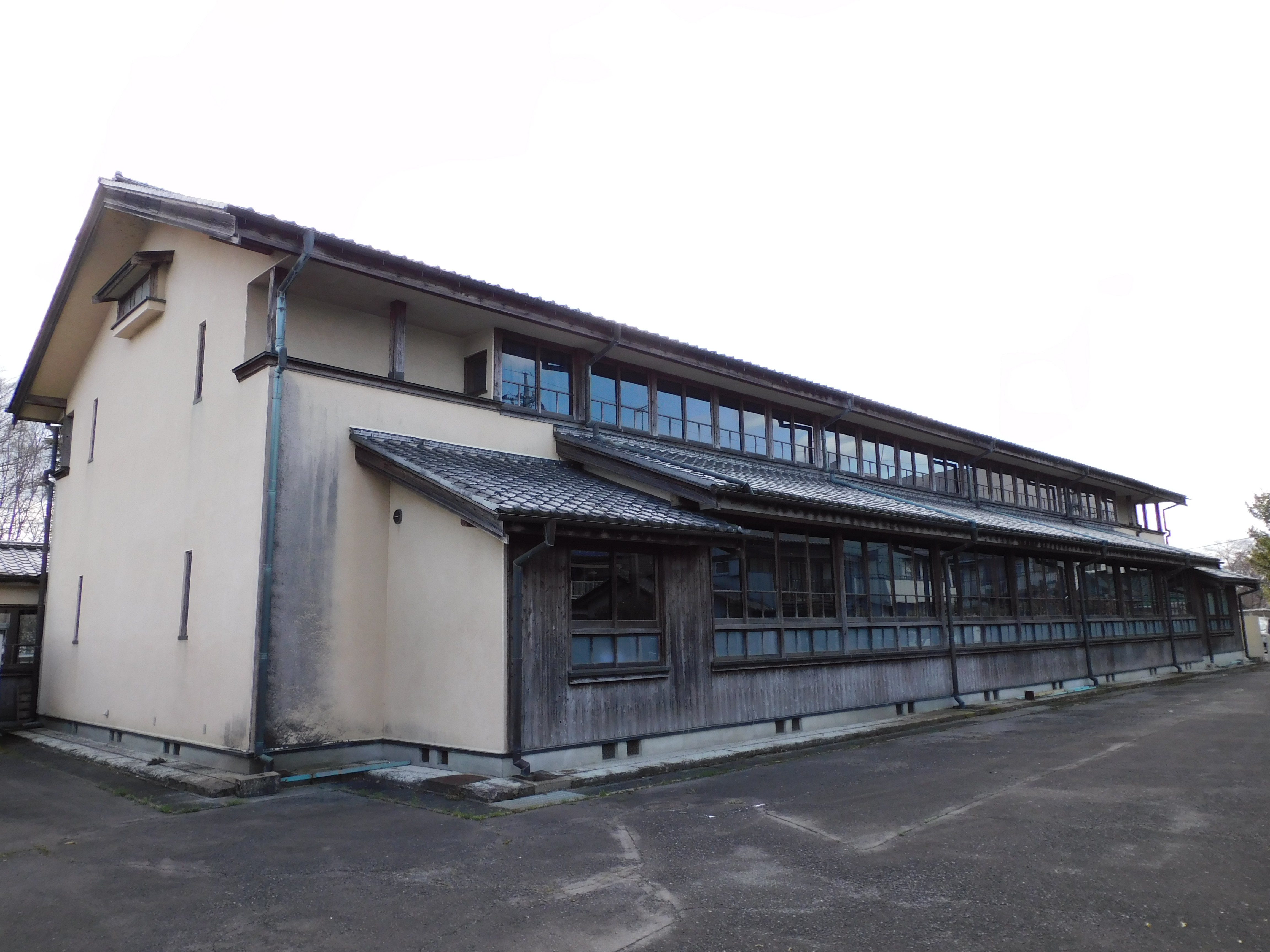
背面

真岡市久保講堂（もおかしくぼこうどう）は、栃木県真岡市田町にある、芸術・文化施設。美術評論家の久保貞次郎が祖父の傘寿記念に真岡尋常高等小学校（現・真岡市立真岡小学校）に寄付した講堂であり、遠藤新が設計を手掛けた。「真岡市久保講堂（旧真岡小学校久保講堂）」の名称で日本の登録有形文化財に登録されている。

## 建築
設計者は遠藤新である。自由学園明日館・自由学園女子部講堂と並び、遠藤が設計した中で現存する3つの講堂のうちの1つであり、3つの中で最大の講堂である。この3つの講堂はすべて異なる建築構造を採用しており、久保講堂は吹き抜け部分の三角屋根にキングポストトラス構造を採用した洋風建築と、西側にある脇桟敷の屋根に梁を用いた和風建築を組み合わせた構造をしている。モダニズム建築の影響が見られるのは、遠藤の師がフランク・ロイド・ライトだったためである。
木造切妻造の2階建てで、屋根は桟瓦葺きである。外壁は黄色みを帯びた明るい色のモルタルが塗られている。水平線と垂直線を強調した、左右対称の比較的簡素な外観デザインをしている。
移築前は真岡小学校敷地の西の端、真岡城跡の台地に建っており、南北2か所の渡り廊下で校舎（教室棟）とつながっていた。外観は、1対の塔屋が印象的な建築物で、移築前は塔屋から真岡市街地が一望できた。塔屋どうしの間には、2本で1組の柱が列を成しているのが特徴的なテラスがあり、その上には屋上テラスがある。
内部は板敷きで、2階に回廊がある。1階奥に舞台があり、舞台の両側の壁に窓を設け、室内を明るく保つ。この窓がある壁の1階部分は、舞台を見やすくするために、1段高くしている。フランク・ロイド・ライトのプレイリースタイルでよく使用されるトリム（額縁装飾）がステージ脇の壁や2階の回廊の手摺の壁に見られる。簡素な構造ながら、音響効果はしっかりとしており、小中学生の美術教育にも力を尽くした久保貞次郎の教育者としての思いが反映された構造と言える。

## 歴史
美術評論家の久保貞次郎は、祖父の六平が傘寿を迎えることを記念して、真岡尋常高等小学校（現・真岡市立真岡小学校）に講堂を新築して寄付することを申し出た。時の芳賀郡真岡町（現・真岡市）はこれを歓迎し、真岡町議会は感謝の意を表するため、六平の胸像を建てることを打診した。しかし、六平はこれを辞退したため、真岡町は寄付される講堂に「久保講堂」と名付けることで、功績を讃えることにした。2020年（令和2年）時点の貨幣価値で1億円以上かかったとされる建設費はすべて久保家が出資し、1938年（昭和13年）5月に竣工した。
久保貞次郎は、竣工記念として「児童画公開審査会」を開催し、芳賀教育美術展で「久保賞」を創設するなど、久保講堂を芸術活動の拠点として活用した。また、1939年（昭和14年）の真岡小卒業式が講堂で開催された際に、久保は約350人の卒業生にライスカレーを振る舞った。戦中の食糧難の時代に、食材だけでなく、カレー皿やスプーンまで調達したという。講堂は、芳賀郡初の1000人規模の収容が可能な施設として、さまざまな用途に活用された。例えば、戦没者慰霊祭や真岡市議会に利用されたことがある。
建設から年月が過ぎ、老朽化したため、昭和50年代（1975年 - 1984年）に講堂の取り壊しが検討されたが、真岡小学校の卒業生らが「久保講堂をのこす会」を組織し、保存運動を展開したため、移築して保存することが決まった。1986年（昭和61年）2月、真岡市青少年女性会館の隣地へ移築され、芸術・文化施設として利用されることとなった。
1997年（平成9年）5月7日、「真岡市久保講堂（旧真岡小学校久保講堂）」として日本の登録有形文化財（建造物）に登録された。栃木県初の登録有形文化財である。2018年（平成30年）8月2日から9月17日まで、「久保講堂竣工八十周年記念 創造美育運動と作家たち」と題した展覧会が、市内の久保記念観光文化交流館で開かれた。2020年（令和2年）8月1日放送の日本テレビの番組『ぶらり途中下車の旅』で、林家たい平が久保講堂を訪問した。

## 利用
美術展や写真展など各種展覧会の会場として利用されている。例年、真岡浪漫ひな飾りの会場となる。これは、真岡市観光協会が主催し、市民から寄贈された約30組のひな段飾りと、市民が作ったつるしびな約50本を一堂に集め、展示する催しである。新型コロナウイルス感染症の流行を受けて、2022年（令和4年）は岡部記念館「金鈴荘」に会場が変更された。
栃木県フィルムコミッションおよび、もおかフィルムコミッションはロケ地として紹介している。2017年（平成29年）9月に、乃木坂46の楽曲『いつかできるから今日できる』のミュージック・ビデオ（MV）の撮影が行われた。室内にはエアコンがないため、MVの撮影に参加したメンバーは「めっちゃ暑かった」とコメントした。